# Цогт-Очирын Намуунцэцэг
Цогт-Очирын Намуунцэцэг или Цогточирын Намуунцэцэг (монг. Цогт-Очирын Намуунцэцэг; 31 марта 1996, Хэнтий, Монголия) — монгольская женщина-борец вольного стиля, призёр Кубка мира, участник Олимпийских игр.

## Карьера
В августе 2011 года в венгерском городе Сомбатхей, уступив в финале россиянке Надежде Соколовой, стала серебряным призёром чемпионата мира среди кадетов. В начале апреля 2021 года в Алма-Ате завоевала олимпийскую лицензию на азиатском отборочном турнире к Олимпиаде в Токио, победив Чеон Ми-Ран из Южной Кореи. В августе 2021 года на Олимпиаде проиграл в первом поединке на стадии 1/8 финала японке Юи Сусаки (0:10), так как Сусаки вышла в финала, Намуунцэцэг получила шанс побороться за бронзу, на утешительный поединок её соперница Лусия Епес из Эквадора не вышла, в схватке за третье место проиграла Марии Стадник представляющую Азербайджан (0:10), заняв итоговое 5 место.

## Достижения
- Чемпионат мира по борьбе среди кадетов 2017 — ;
- Кубок мира по борьбе 2018 — ;
- Олимпийские игры 2020 — 5;